# FFA AS-202 Bravo
Die FFA AS-202 Bravo ist ein Trainingsflugzeug, das gemeinschaftlich von den Herstellern SIAI-Marchetti und Flug- und Fahrzeugwerke Altenrhein produziert wurde.

## Geschichte
Das Projekt des Schulflugzeuges SA 202 Bravo begann 1967 als Gemeinschaftsproduktion zwischen der FFA mit dem italienischen Hersteller SIAI Marchetti. Für die geplante Maschine sollten in der Schweiz Windkanalversuche durchgeführt sowie Teile gefertigt werden, während die Italiener die Montage übernehmen sollten. Das Projekt kam aber nicht recht voran, da bei SIAI keine Kapazitäten mehr vorhanden waren. So wurde das Programm komplett von FFA übernommen und hieß fortan AS 202 Bravo. Der Erstflug des FFA-Prototyps erfolgte am 7. März 1969 in Altenrhein, der erste in Italien gebaute Prototyp flog am 7. Mai 1969 zum ersten Mal. Das erste Serienflugzeug hatte am 22. Dezember 1971 seinen Erstflug. Anfangs war das Flugzeug mit einem 100–118 PS leistenden Avco-Lycoming-O-235-Motor ausgerüstet (Version AS 202/15). Die spätere Version AS 202/18 verfügte hingegen über einen 180-PS-Avco-Lycoming-AEIO-360-Motor, wobei der Großteil der rund 210 zwischen 1971 und 1989 gebauten Maschinen mit dem stärkeren Motor ausgestattet wurde und nur etwa 35 mit dem schwächeren.
Vorgesehene Varianten waren in den 1970er-Jahren die AS 202/26 mit 260-PS-Motor Textron Lycoming AEIO-540 und die 1992 erstmals als Prototyp geflogene Turbinen-Bravo AS 202/32T mit einer 420 PS leistenden Allison 250-B17C-Turbine. Sie fanden aber zu wenig Käufer, um in Serienproduktion zu gehen.
Die Turbinen-Bravo wird heute als Schleppflugzeug ab dem Flugplatz Schänis eingesetzt.
Im März 2020 flog zum ersten Mal eine AS-202 Bravo New Generation als umgebaute und modernisierte Variante der AS-202 Bravo, unter anderem mit Glascockpit ausgestattet.
Der Umbau findet bei ACC Columbia Jet Service und deren Tochterunternehmen Gomolzig Aircraft Services am Flughafen Hannover Langenhagen statt. Der Umbau der Flugzeuge fand in Hannover statt.

## Konstruktion
Das Flugzeug ist ein konventionell konstruierter Ganzmetall-Tiefdecker aus Aluminiumlegierungen (teilweise in Sandwichbauweise mit Wabenkern) mit einem starren Bugfahrwerk. Angetrieben wird es je nach Version von einem Avco-Lycoming-O-235- oder AEIO-360-Motor, der einen Zweiblatt-Hartzell-Verstellpropeller oder optional einen Dreiblatt-Hoffmann-Propeller antreibt.

## Nutzung
Die kunstflugtaugliche Maschine wurde hauptsächlich von militärischen Betreibern für die Grundausbildung von Piloten eingesetzt. 40 Stück gingen nach Indonesien, 8 nach Uganda, 10 nach Marokko und knapp 50 Exemplare in den Irak sowie 10 nach Oman. Zivil diente das Flugzeug in diversen Schweizer Flugschulen, dem britischen Flying College und der Flugschule der Japan Airlines.

## Militärische Nutzung
- Indonesien: 40
- Irak: 48
- Jordanien
- Marokko: 10
- Oman: 10
- Uganda: 8

## Technische Daten
| Kenngröße                 | Daten AS-202/15                              | Daten AS-202/18A-4                                     |
| ------------------------- | -------------------------------------------- | ------------------------------------------------------ |
| Besatzung                 | 2                                            | 2                                                      |
| Passagiere                | 1                                            | 1                                                      |
| Länge                     | 7,5 m                                        | 7,5 m                                                  |
| Spannweite                | 9,75 m                                       | 9,75 m                                                 |
| Höhe                      | 2,81 m                                       | 2,81 m                                                 |
| Flügelfläche              | 13,9 m²                                      | 13,9 m²                                                |
| Nutzlast                  | 100 kg oder ein Passagier                    | 100 kg oder ein Passagier                              |
| Leermasse                 | 630 kg                                       | 710 kg                                                 |
| max. Startmasse           | 999 kg Utility / 885 kg bei Trainereinsatz   | 1080 kg Utility / 1050 kg bei Trainereinsatz           |
| Reisegeschwindigkeit      | 203 km/h (wirtschaftlich) 210 km/h (maximal) | 205 km/h (wirtschaftlich) 226 km/h (maximal)           |
| Höchstgeschwindigkeit     | 210 km/h                                     | 240 km/h                                               |
| Dienstgipfelhöhe          | 14.000 ft (ca. 4.300 m)                      | 17.000 ft (ca. 5.200 m)                                |
| Reichweite (ohne Reserve) | 890 km                                       | 1140 km                                                |
| Triebwerke                | ein Lycoming O-320-E2A; 110 kW (ca. 150 PS)  | ein Textron Lycoming AEIO-360-B1F; 138 kW (ca. 190 PS) |